# Marie Karolína Salernská
Marie Karolína Salernská (26. dubna 1822 – 6. prosince 1869) byla princeznou Bourbon-Obojí Sicílie narozením a sňatkem s princem Jindřichem, vévodou z Aumale, princeznou Bourbon-Orléans.

## Život

### Mládí a sňatek
Marie Karolína se narodila 26. dubna 1822 ve Vídni jako jediné přeživší dítě Leopolda ze Salerna a jeho manželky (a neteře) Marie Klementiny Habsbursko-Lotrinské, dcery Františka I. Rakouského.
Princezna, už od narození přezdívaná Lina, trávila první roky života pod dohledem své matky u rakouského císařského dvora ve Vídni, kde byla také oficiálně uvedena do společnosti. Jako dospívající dívka se vrátila s rodinou do Neapole.
Ve 30. a 40. letech 19. století nebylo mnoho evropských princezen na vdávání, a tak měla Marie Karolína hned několik nápadníků. Volba nakonec padla na vévodu Jindřicha z Aumale, syna francouzského krále Ludvíka Filipa a Marie Amálie Neapolsko-Sicilské, který na ni zapůsobil během svého pobytu v pláci jejího otce v Neapoli. Manželská jednání začala ke konci srpna 1822 a už 17. září bylo v Revue de Paris oficiálně oznámeno jejich zasnoubení. Svazek byl cokoliv, jen ne z lásky. Jindřich Orleánský popsal svou manželku v dopise svému učiteli Alfredu-Augustovi de Cuvillier-Fleury jako "nemilou, ale ne nepříjemnou". Cuvillier-Fleury s ním souhlasil a dodal, že má také "dokonalý vzhled". Jindřich s manželstvím souhlasil až po silném nátlaku rodičů.
Svatba se konala 25. listopadu 1844 na ženichovu žádost v Neapoli. Nevěsta přijala věno v hodnotě 517.000 zlatých franků. Na oslavu svatby se konaly bály, recepce, lovy a divadelní představení déle než dva týdny. Marie Karolína však už 2. prosince 1844 s manželem odplula do Toulonu.

### První roky manželství
Během prvních měsíců roku 1845, plných slavností, bálů, divedelních představení nebo setkání se šlechtou, měli Marie Karolína s manželem konečně možnost se lépe poznat. Dospěli k vzájemnému respektu a po celý život byla Lina věrnou a oddanou manželkou. Svými okouzlujícími způsoby, jemností a laskavostí si získala lásku manželovi rodiny. Současníci ji popisovali jako laskavou a zábavnou. V květnu 1845 se manželé přestěhovali do zámku Chantilly, který Jindřich nechal znovu vybudovat a zmodernizovat.
Marie Karolína zůstala po manželově boku i poté, co byl v září 1847 jmenován generálním guvernérem Alžírska a jeho přítomnost v této zemi byla proto nezbytná.

### Exil v Anglii
Po únorové revoluci v roce 1848 byla rodina nucena opustit Francii a prchnout do Anglie. Marie Karolína se s manželem usadila v Claremont House. Aby mohli žít na úrovni, prodala princezna část svých drahých šperků.
Marie Karolína se brzy stala blízkou přítelkyní královny Viktorie, která jí a její rodině darovala Orléans House v Twickenhamu. Do nového domova se z Claremontu přestěhovali 16. dubna 1852. Po dlouhé cestě po Evropě v srpnu 1864 trávila princezna čas nejraději ve Wood Norton Hall ve Worcestershire.
Nečekaná smrt nejstaršího syna Ludvíka Filipa, knížete z Condé, v roce 1866 vrhla Marii Karolínu do hluboké deprese, z níž se nikdy plně nezotavila. Po šesti týdnech nemoci Marie Karolína 6. prosince 1869 zemřela na infekční tuberkulózu.
O čtyři dny později, 10. prosince 1869, byla pohřbena v katolické kapli Weybridge, kde její ostatky zůstaly do roku 1876, kdy byly jejím manželem převezeny do Francie a pohřbeny v Královské kapli Dreux. Jindřich zůstal až do vlastní smrti v roce 1897 vdovcem.

## Potomci
- Ludvík Orleánský, kníže z Condé (15. listopadu 1845 – 24. května 1866)
- Jindřich Loopold Filip Marie Orleánský, vévoda z Guise (11. září 1847 – 10. října 1847)
- Dcera (16. srpna 1850)
- František Pavel Orleánský, vévoda z Guise (11. ledna 1852 – 15. dubna 1852)
- František Ludvík Filip Marie Orleánský, vévoda z Guise (5. ledna 1854 – 25. července 1872)
- Syn (květen 1857)
- Syn (15. června 1861)
- Syn (červen 1864)

## Tituly a oslovení
- 26. dubna 1822 – 25. listopadu 1844: Její Královská Výsost princezna Marie Karolína Augusta Bourbonsko-Sicilská
- 25. listopadu 1844 – 6. prosince 1869: Její Královská Výsost vévodkyně z Aumale, francouzská princezna, princezna Bourbon-Obojí Sicílie

## Vývod z předků
|                          |                                       |  |                               |                                             |  |  |  |  |  |  |  | Filip V. Španělský |
|                          |                                       |  |                               |                                             |  |  |  |  |  |  |  |                    |
|                          | Karel III. Španělský                  |  |                               |                                             |  |  |  |  |  |  |  |                    |
|                          |                                       |  |                               |                                             |  |  |  |  |  |  |  |                    |
|                          |                                       |  |                               | Alžběta Parmská                             |  |  |  |  |  |  |  |                    |
|                          |                                       |  |                               |                                             |  |  |  |  |  |  |  |                    |
|                          | Ferdinand I. Neapolsko-Sicilský       |  |                               |                                             |  |  |  |  |  |  |  |                    |
|                          |                                       |  |                               |                                             |  |  |  |  |  |  |  |                    |
|                          |                                       |  |                               | August III. Polský                          |  |  |  |  |  |  |  |                    |
|                          |                                       |  |                               |                                             |  |  |  |  |  |  |  |                    |
|                          | Marie Amálie Saská                    |  |                               |                                             |  |  |  |  |  |  |  |                    |
|                          |                                       |  |                               |                                             |  |  |  |  |  |  |  |                    |
|                          |                                       |  |                               | Marie Josefa Habsburská                     |  |  |  |  |  |  |  |                    |
|                          |                                       |  |                               |                                             |  |  |  |  |  |  |  |                    |
|                          | Leopold, princ ze Salerna             |  |                               |                                             |  |  |  |  |  |  |  |                    |
|                          |                                       |  |                               |                                             |  |  |  |  |  |  |  |                    |
|                          |                                       |  |                               | Leopold Josef Lotrinský                     |  |  |  |  |  |  |  |                    |
|                          |                                       |  |                               |                                             |  |  |  |  |  |  |  |                    |
|                          | František I. Štěpán Lotrinský         |  |                               |                                             |  |  |  |  |  |  |  |                    |
|                          |                                       |  |                               |                                             |  |  |  |  |  |  |  |                    |
|                          |                                       |  |                               | Alžběta Charlotta Orleánská                 |  |  |  |  |  |  |  |                    |
|                          |                                       |  |                               |                                             |  |  |  |  |  |  |  |                    |
|                          | Marie Karolína Habsbursko-Lotrinská   |  |                               |                                             |  |  |  |  |  |  |  |                    |
|                          |                                       |  |                               |                                             |  |  |  |  |  |  |  |                    |
|                          |                                       |  |                               | Karel VI.                                   |  |  |  |  |  |  |  |                    |
|                          |                                       |  |                               |                                             |  |  |  |  |  |  |  |                    |
|                          | Marie Terezie                         |  |                               |                                             |  |  |  |  |  |  |  |                    |
|                          |                                       |  |                               |                                             |  |  |  |  |  |  |  |                    |
|                          |                                       |  |                               | Alžběta Kristýna Brunšvicko-Wolfenbüttelská |  |  |  |  |  |  |  |                    |
|                          |                                       |  |                               |                                             |  |  |  |  |  |  |  |                    |
| Marie Karolína Salernská |                                       |  |                               |                                             |  |  |  |  |  |  |  |                    |
|                          |                                       |  |                               |                                             |  |  |  |  |  |  |  |                    |
|                          |                                       |  | František I. Štěpán Lotrinský |                                             |  |  |  |  |  |  |  |                    |
|                          |                                       |  |                               |                                             |  |  |  |  |  |  |  |                    |
|                          | Leopold II.                           |  |                               |                                             |  |  |  |  |  |  |  |                    |
|                          |                                       |  |                               |                                             |  |  |  |  |  |  |  |                    |
|                          |                                       |  |                               | Marie Terezie                               |  |  |  |  |  |  |  |                    |
|                          |                                       |  |                               |                                             |  |  |  |  |  |  |  |                    |
|                          | František I. Rakouský                 |  |                               |                                             |  |  |  |  |  |  |  |                    |
|                          |                                       |  |                               |                                             |  |  |  |  |  |  |  |                    |
|                          |                                       |  |                               | Karel III. Španělský                        |  |  |  |  |  |  |  |                    |
|                          |                                       |  |                               |                                             |  |  |  |  |  |  |  |                    |
|                          | Marie Ludovika Španělská              |  |                               |                                             |  |  |  |  |  |  |  |                    |
|                          |                                       |  |                               |                                             |  |  |  |  |  |  |  |                    |
|                          |                                       |  |                               | Marie Amálie Saská                          |  |  |  |  |  |  |  |                    |
|                          |                                       |  |                               |                                             |  |  |  |  |  |  |  |                    |
|                          | Marie Klementina Habsbursko-Lotrinská |  |                               |                                             |  |  |  |  |  |  |  |                    |
|                          |                                       |  |                               |                                             |  |  |  |  |  |  |  |                    |
|                          |                                       |  |                               | Karel III. Španělský                        |  |  |  |  |  |  |  |                    |
|                          |                                       |  |                               |                                             |  |  |  |  |  |  |  |                    |
|                          | Ferdinand I. Neapolsko-Sicilský       |  |                               |                                             |  |  |  |  |  |  |  |                    |
|                          |                                       |  |                               |                                             |  |  |  |  |  |  |  |                    |
|                          |                                       |  |                               | Marie Amálie Saská                          |  |  |  |  |  |  |  |                    |
|                          |                                       |  |                               |                                             |  |  |  |  |  |  |  |                    |
|                          | Marie Tereza Neapolsko-Sicilská       |  |                               |                                             |  |  |  |  |  |  |  |                    |
|                          |                                       |  |                               |                                             |  |  |  |  |  |  |  |                    |
|                          |                                       |  |                               | František I. Štěpán Lotrinský               |  |  |  |  |  |  |  |                    |
|                          |                                       |  |                               |                                             |  |  |  |  |  |  |  |                    |
|                          | Marie Karolína Habsbursko-Lotrinská   |  |                               |                                             |  |  |  |  |  |  |  |                    |
|                          |                                       |  |                               |                                             |  |  |  |  |  |  |  |                    |
|                          |                                       |  |                               | Marie Terezie                               |  |  |  |  |  |  |  |                    |
|                          |                                       |  |                               |                                             |  |  |  |  |  |  |  |                    |